# ウラディーミル・ヴェルビツキー
ウラディーミル・イーゴレヴィチ・ヴェルビツキー(ロシア語: Владимир Игоревич Вербицкий、ラテン文字表記の例:Vladimir Igorevich Verbitsky、1943年11月24日 - )は、ロシア出身の指揮者。ロシア連邦人民芸術家(1995年授与)。2009年にオーストラリア市民権を取得。

## 概要
レニングラードに生まれる。レニングラード国立アカデミー合唱団附属グリンカ記念合唱学校を1961年に卒業、続いてレニングラード音楽院でピアノを専攻し、同時に合唱指揮及びオペラ、交響楽の指揮法を学ぶ。1972年、音楽院卒業と同時にヴォロネジ国立交響楽団の指揮者に招かれ、以後40年以上にわたって首席指揮者兼音楽監督として同楽団を統率している。並行して音楽コンクールにも参加、1973年のカラヤン国際指揮者コンクール、1975年のヴィラ＝ロボス・コンクール、1977年の第2回ブダペスト国際指揮者コンクールにそれぞれ入賞し、ソビエト連邦国外からも注目された。1976年、ソビエト国立交響楽団を振ってモスクワでのデビューを果たす。この時、ギレリスの伴奏を務め、これが縁で以後しばしばギレリスと協演するようになり、また、2年後の1978年にはソビエト国立交響楽団の客演指揮者にもなっている。1982年から1984年の間、スロヴァキア・フィルハーモニー管弦楽団の首席指揮者を務める。1986年、ソビエト国立交響楽団とオーストラリア公演を行い、以後、同国での活動が活発なものとなる。翌1987年にパースに本拠を置く西オーストラリア交響楽団の客演指揮者に迎えられ、1992年には首席客演指揮者、1997年には桂冠指揮者に昇格した。ヴェルビツキーは2009年6月6日にオーストラリア市民権を取得している。

## 主な受賞
- ロシア連邦共和国功労芸術家(1979年)
- ロシア連邦人民芸術家(1995年)

## 主な録音
メロディア録音(ソビエト国立交響楽団を指揮)
- スヴェトラーノフ：ピアノ協奏曲(作曲者独奏、1976年録音)
- メンデルスゾーン：ピアノ協奏曲第1番、ラヴェル：左手のためのピアノ協奏曲(スロボジャニク独奏、1978年録音)
- プロコフィエフ：交響曲第3番(1980年録音)
- ミャスコフスキー：シンフォニエッタ、セレナード、抒情小協奏曲
- リスト：ピアノ協奏曲第1番、第2番、ハンガリー幻想曲、死の舞踏(ヴラセンコ独奏)
- ショパン：ピアノ協奏曲第2番(シェバノワ独奏、1981年録音)
- モーツァルト：ピアノ協奏曲第23番(ヴラセンコ独奏)
- ノスイレフ：交響曲第3番 他
- アリャービエフ：序奏、主題と変奏、ヴィエニャフスキ：モスクワの思い出、コニュス：ヴァイオリン協奏曲(グラチ独奏)
- ゴロヴィン：交響曲第2番、第3番(1983,1986年録音)

オリンピア(OLYMPIA)録音
- ノスイレフ：4つの交響曲(サンクトペテルブルク交響楽団、1997,1998年録音)
- ノスイレフ：バレエ「恋の勝利の歌」(ヴォロネジ国立交響楽団、1999年録音)

ABC Classics録音
- チャイコフスキー：交響曲第5番、スラヴ行進曲(西オーストラリア交響楽団)

NORTHERN FLOWERS録音
- ティシチェンコ：ダンテ交響曲第4番(サンクトペテルブルク・フィルハーモニー交響楽団他、2004年初演時の録音)